# Vangjel Koça
Vangjel Koça (ur. 1900 w Gjirokastrze, zm. w sierpniu 1943 w Morzu Adriatyckim) – albański polityk faszystowski. Po inwazji na Albanię kolaborował z władzami włoskimi oraz należał do Rady Centralnej Albańskiej Partii Faszystowskiej, a od 9 kwietnia 1940 do 8 maja 1943 był członkiem Najwyższej Faszystowskiej Rady Korporacyjnej. Zmarł w sierpniu 1943 w wyniku utonięcia w Morzu Adriatyckim podczas próby przedostania się z Albanii do Włoch.